# Márcio Theodoro
Márcio Paraíso Theodoro (Rio de Janeiro, 19 de fevereiro de 1968) é um ex-futebolista brasileiro que atuava como zagueiro.

## Carreira
Revelado pelo Madureira, integrou o elenco do Botafogo campeão brasileiro em 1995. Antes, pela decisão da Taça Guanabara, Márcio Theodoro ficaria lembrado por um lance bizarro: ele tentou recuar a bola para o goleiro Wágner, mas deu a bola de presente a Romário, que marcou o gol do título. A torcida flamenguista "homenageou" o zagueiro, dizendo "Márcio, Te Adoro", em um trocadilho com seu sobrenome.
Em 1996, foi contratado pelo Marítimo, iniciando uma trajetória de 8 anos no futebol português, onde atuaria também por Vitória de Guimarães (2 passagens), Felgueiras e Portimonense, onde encerrou a carreira em 2004.
Já aposentado, Márcio passou a trabalhar com imóveis, atividade que gostava de exercer durante sua carreira. Quando estudava Engenharia pela Universidade Federal Fluminense (UFF), abandonou os estudos para dedicar-se ao futebol.

## Títulos
Botafogo
- Torneio Internacional Triangular Eduardo Paes: 1994
- Campeonato Brasileiro: 1995
- Campeonato da Capital: 1995
- Taça Cidade Maravilhosa: 1996
- Copa Rio-Brasília: 1996